# Triakidae
I Triakidi (Triakidae Gray, 1851) sono una famiglia di squali dell'ordine dei Carcariniformi (Carcharhiniformes). Sono suddivisi in nove generi e 46 specie, 27 delle quali appartengono al genere Mustelus.

## Descrizione
Sono squali di taglia piccola e media, con lunghezza totale inferiore a due metri. Si distinguono per la pelle molto liscia, rivestita da denticoli cutanei di dimensioni minuscole. La loro livrea è variabile: alcune specie hanno fianchi e dorso uniformi ma ventre più chiaro, mentre altre esibiscono macchie, punti o motivi complessi. I giovani di alcune specie possono avere colori e disegni molto vistosi, ma che sbiadiscono con la crescita lasciando una livrea uniforme grigia o grigio-brunastra negli adulti. Hanno occhi ovali orizzontali o a fessura, di solito lunghi il doppio della loro altezza, con membrane nittitanti. Gli spiracoli, pur presenti, sono molto piccoli. Le narici, poste anteriormente, presentano piccoli barbigli lunghi da 2,5 a 3,2 volte la larghezza della narice. Il solco labiale della bocca è molto lungo. I denti sono piccoli e presentano 3 o 4 cuspidi; sono disposti in 43-60 file su ogni mascella e non presentano differenze tra mascella superiore e inferiore. I denti laterali non formano file a pettine. I triakidi hanno due pinne dorsali prive di aculeo. La prima è relativamente più piccola e più bassa del lobo superiore della pinna caudale e si trova più vicino alla base delle pinne pettorali che a quella delle pinne pelviche. I raggi delle pinne pettorali sono limitati alla base della pinna. La fossetta precaudale è assente. Il margine superiore del lobo superiore della pinna caudale è sempre liscio, mentre il lobo inferiore è poco pronunciato. I corpi vertebrali hanno un nucleo centrale, ossificato, a forma di cuneo. La valvola a spirale dell'intestino ha da 14 a 16 giri.

## Biologia
I triakidi sono vivipari e danno alla luce 2-52 piccoli per volta, a seconda della specie. Alcune possiedono strutture uterine per nutrire i piccoli in via di sviluppo, mentre altre li sostengono con un sacco vitellino. Crescita ed età di maturità variano: alcune specie crescono più in fretta, maturando nel giro di 2-3 anni, mentre altre possono metterci 10 anni. Si nutrono di vari invertebrati e pesci ossei di fondale e pelagici. Sono per la maggior parte nuotatori forti e attivi, spesso riuniti in gruppi da piccoli a grandi, e se molti hanno un home range localizzato, di altri (come la cagnesca) sono documentate migrazioni a distanze considerevoli.

## Distribuzione e habitat
I triakidi vivono in tutto il mondo a latitudini tropicali, subtropicali e temperate sulle piattaforme continentali di tutti gli oceani. Si incontrano quasi sempre in prossimità della costa: solo pochissime specie sono pelagiche. Una specie, il più piccolo rappresentante della famiglia, Iago omanensis, di appena 37 centimetri, può spingersi a 2000 metri di profondità. Nelle acque europee, vale a dire nel mare del Nord, nel mare d'Irlanda, nella Manica, nel golfo di Biscaglia e nel mar Mediterraneo, sono presenti solamente quattro specie, la cagnesca (Galeorhinus galeus), il palombo stellato (Mustelus asterias), il palombo liscio (M. mustelus) e il palombo punteggiato (M. punctulatus).

## Tassonomia

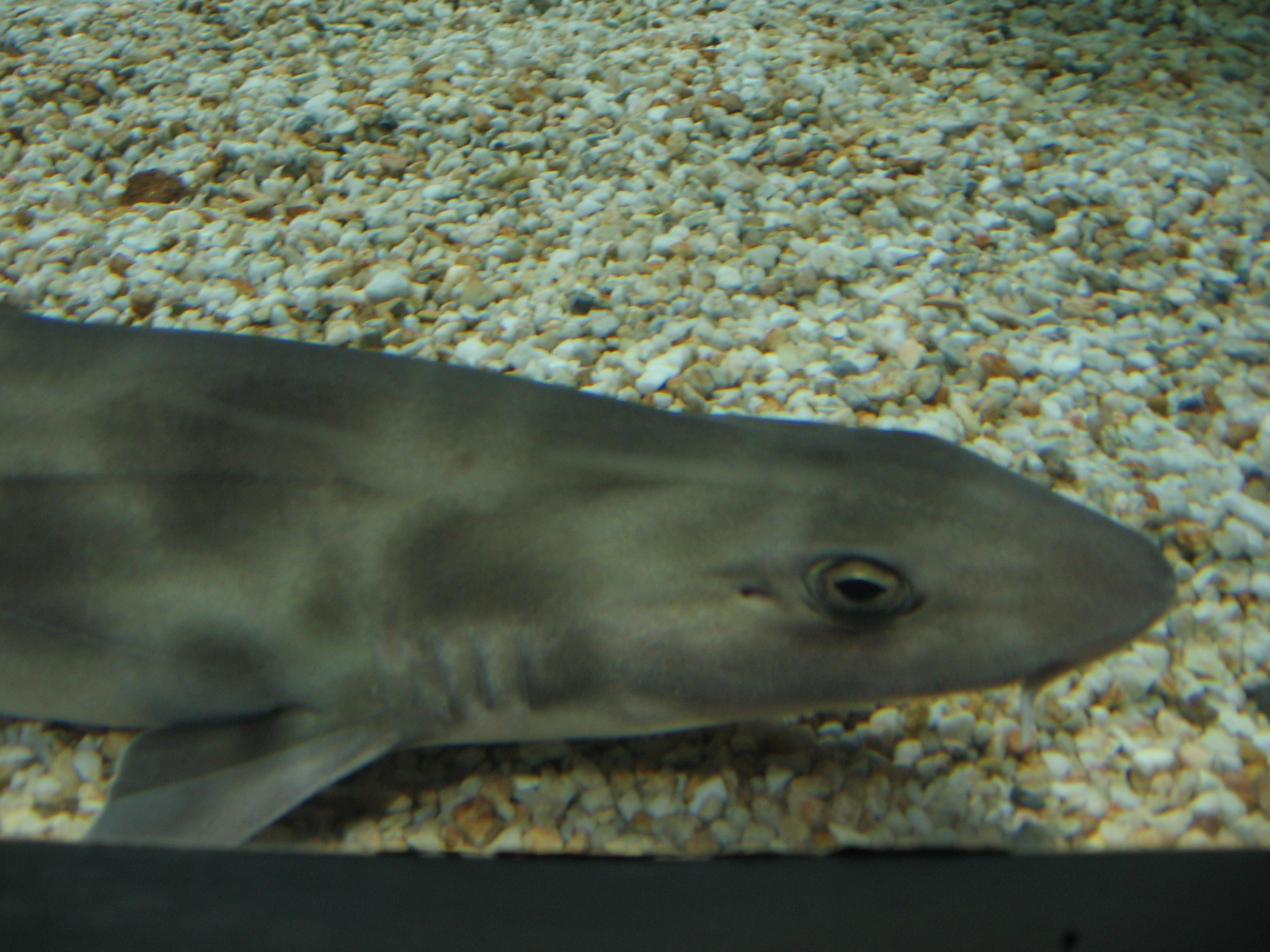
Squalo baffuto (Furgaleus macki)

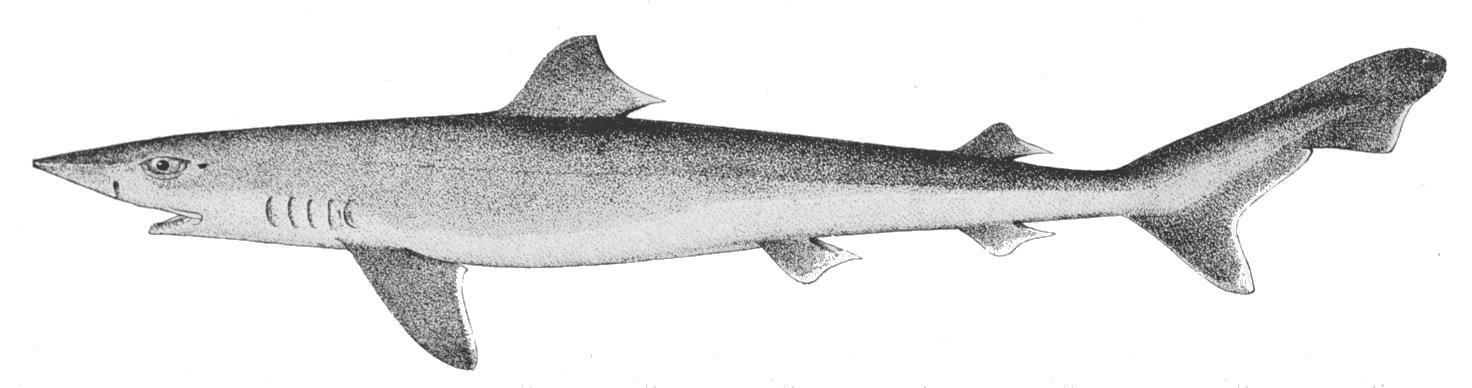
Cagnesca (Galeorhinus galeus)

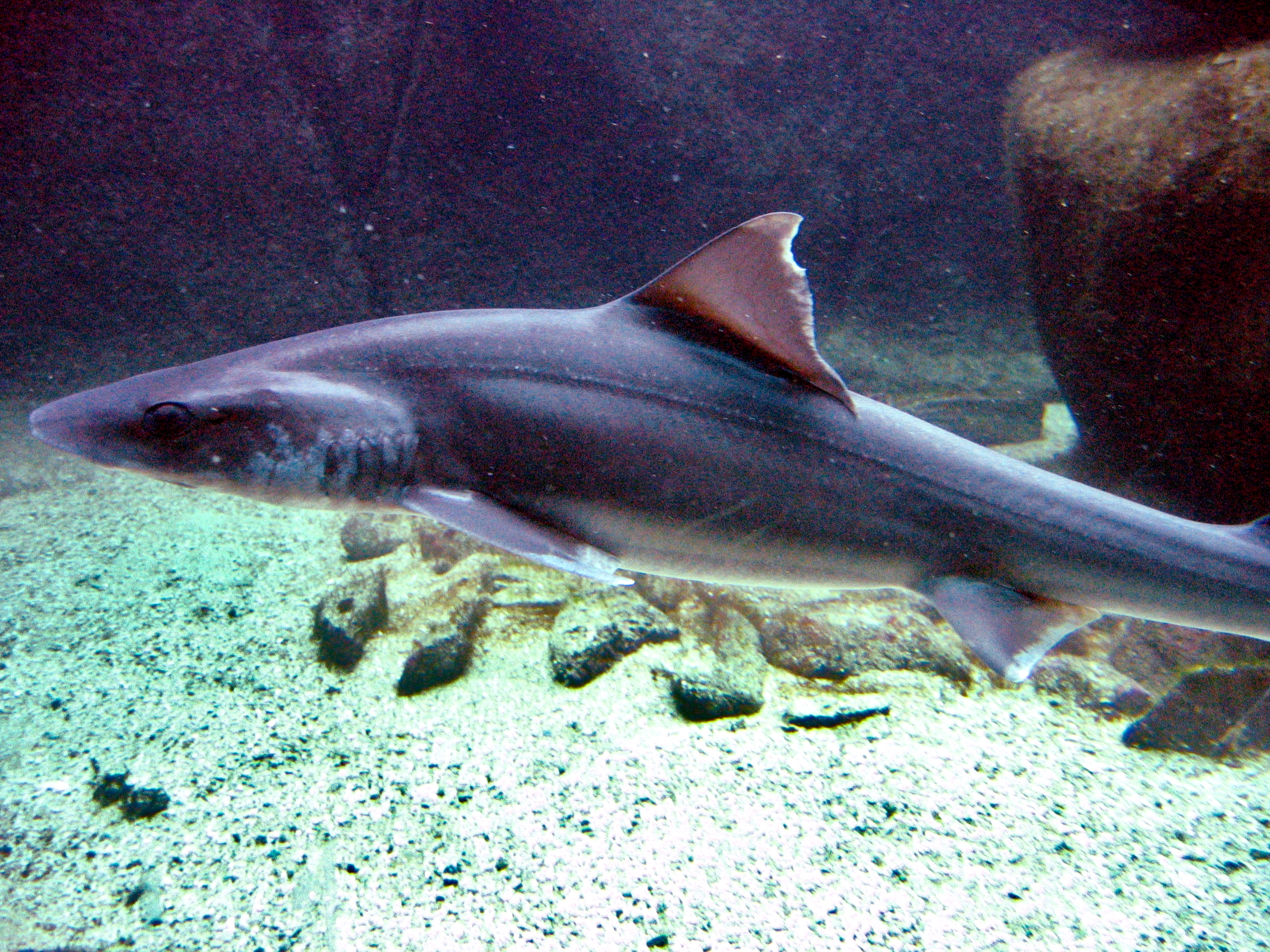
Palombo stellato (Mustelus asterias)

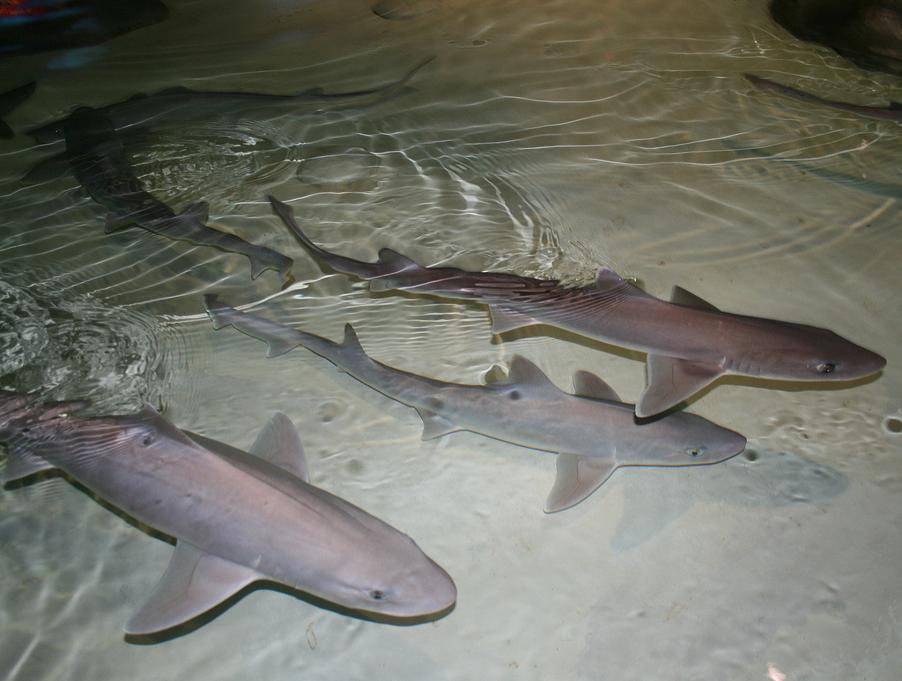
Palombo comune (Mustelus canis)

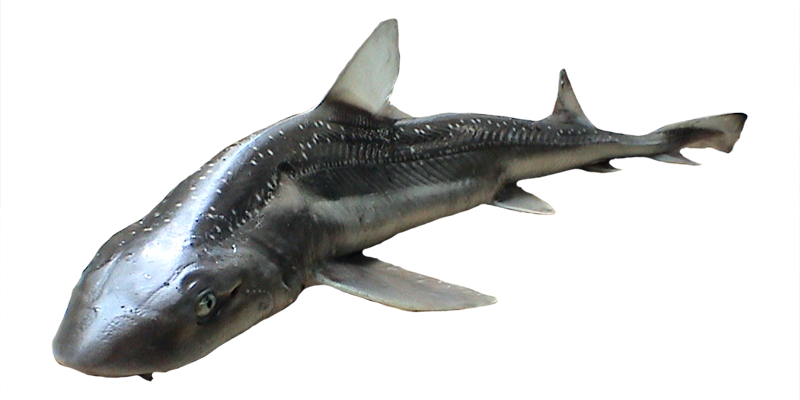
Palombo stellato orientale (Mustelus manazo)

La famiglia comprende 46 specie ripartite in nove generi:

### Sottofamiglia Triakinae
- Genere Triakis Müller & Henle, 1838
  - Palombo dalle bande - Triakis scyllium Müller & Henle, 1839
  - Palombo dai denti affilati - Triakis megalopterus (Smith, 1839)
  - Squalo leopardo - Triakis semifasciata Girard, 1855
  - Palombo maculato - Triakis maculata Kner & Steindachner, 1867
  - Palombo dalle pinne falcate - Triakis acutipinna Kato, 1968
- Genere Mustelus Linck, 1790
  - Palombo liscio - Mustelus mustelus (Linnaeus, 1758)
  - Palombo comune - Mustelus canis (Mitchill, 1815)
  - Palombo stellato - Mustelus asterias Cloquet, 1819
  - Palombo punteggiato - Mustelus punctulatus Risso, 1827
  - Palombo stellato orientale - Mustelus manazo Bleeker, 1854
  - Palombo bruno - Mustelus henlei (Gill, 1863)
  - Palombo californiano - Mustelus californicus Gill, 1864
  - Palombo dai denti affilati - Mustelus dorsalis Gill, 1864
  - Palombo australiano - Mustelus antarcticus Günther, 1870
  - Palombo maculato - Mustelus mento Cope, 1877
  - Palombo dalle pinne falcate del Pacifico - Mustelus lunulatus Jordan & Gilbert, 1882
  - Palombo arabico - Mustelus mosis Hemprich & Ehrenberg, 1899
  - Palombo grigio - Mustelus griseus Pietschmann, 1908
  - Palombo fasciato - Mustelus fasciatus (Garman, 1913)
  - Palombo stellato estuarino - Mustelus lenticulatus Phillipps, 1932
  - Palombo dalle pinne falcate dell'Atlantico - Mustelus norrisi Springer, 1939
  - Palombo dal muso stretto - Mustelus schmitti Springer, 1939
  - Palombo stellato sudafricano - Mustelus palumbes Smith, 1957
  - Palombo dagli occhi piccoli - Mustelus higmani Springer & Lowe, 1963
  - Palombo gobbo - Mustelus whitneyi F. Chirichigno, 1973
  - Mustelus minicanis Heemstra, 1997
  - Mustelus sinusmexicanus Heemstra, 1997
  - Mustelus albipinnis Castro-Aguirre, Antuna-Mendiola, González-Acosta & de la Cruz-Agüero, 2005
  - Mustelus ravidus White & Last, 2006
  - Mustelus widodoi White & Last, 2006
  - Mustelus stevensi White & Last, 2008
  - Mustelus andamanensis White, Arunrugstichai & Naylor, 2021
- Genere Scylliogaleus Boulenger, 1902
  - Palombo dai lobi nasali ampi - Scylliogaleus quecketti Boulenger, 1902

### Sottofamiglia Galeorhininae
- Genere Galeorhinus Blainville, 1816
  - Cagnesca - Galeorhinus galeus (Linnaeus, 1758)
- Genere Hemitriakis Herre, 1923
  - Cagnesca dalle pinne orlate di bianco - Hemitriakis leucoperiptera Herre, 1923
  - Cagnesca giapponese - Hemitriakis japanica (Müller & Henle, 1839)
  - Hemitriakis abdita Compagno & Stevens, 1993
  - Hemitriakis falcata Compagno & Stevens, 1993
  - Hemitriakis complicofasciata Takahashi & Nakaya, 2004
  - Hemitriakis indroyonoi White, Compagno & Dharmadi, 2009
- Genere Furgaleus Whitley, 1951
  - Squalo baffuto - Furgaleus macki (Whitley, 1943)
- Genere Hypogaleus Smith, 1957
  - Cagnesca dalle pinne orlate di nero - Hypogaleus hyugaensis (Miyosi, 1939)
- Genere Iago Compagno & Springer, 1971
  - Palombo dagli occhi grandi - Iago omanensis (Norman, 1939)
  - Palombo dal muso lungo - Iago garricki Fourmanoir & Rivaton, 1979
  - Iago mangalorensis (Cubelio, Remya & Kurup, 2011)
- Genere Gogolia Compagno, 1973
  - Palombo dal dorso a vela - Gogolia filewoodi Compagno, 1973

## Conservazione
Diversi generi di questa famiglia hanno una notevole importanza per la pesca a livello mondiale; nelle acque europee cagnesca e palombi sono pescati intensivamente, in prevalenza per il consumo umano, ma anche per olio di fegato e per le loro pinne.